# Adige
De Adige (Italiaanse uitspraak: [ˈadidʒe]) (Duits: Etsch) is een rivier in het noorden van Italië. De rivier ontspringt bij de Reschenpas (Italiaans: Passo di Resia) in het overwegend Duitstalige Zuid-Tirol. Met 410 km is het na de Po de langste rivier van Italië.
De Adige stroomt door de plaatsen Meran, Bolzano, Rovereto, Trento, Verona en Legnago. De rivier ontwatert bijna volledig de provincie Zuid-Tirol. Ten zuiden van Bolzano voegt het water van de Eisack zich bij dat van de Etsch of Adige op zo'n 235 meter boven de zeespiegel. Op 210 meter boven de zeespiegel stroomt de rivier bij Salorno over de provinciegrens en stroomt ten zuiden van Chioggia in de Adriatische Zee. Het is een zeer onvoorspelbare rivier; door smeltwater kan de rivierstand dramatisch stijgen, en er zijn vele stroomversnellingen. Hierdoor is de rivier onbevaarbaar.

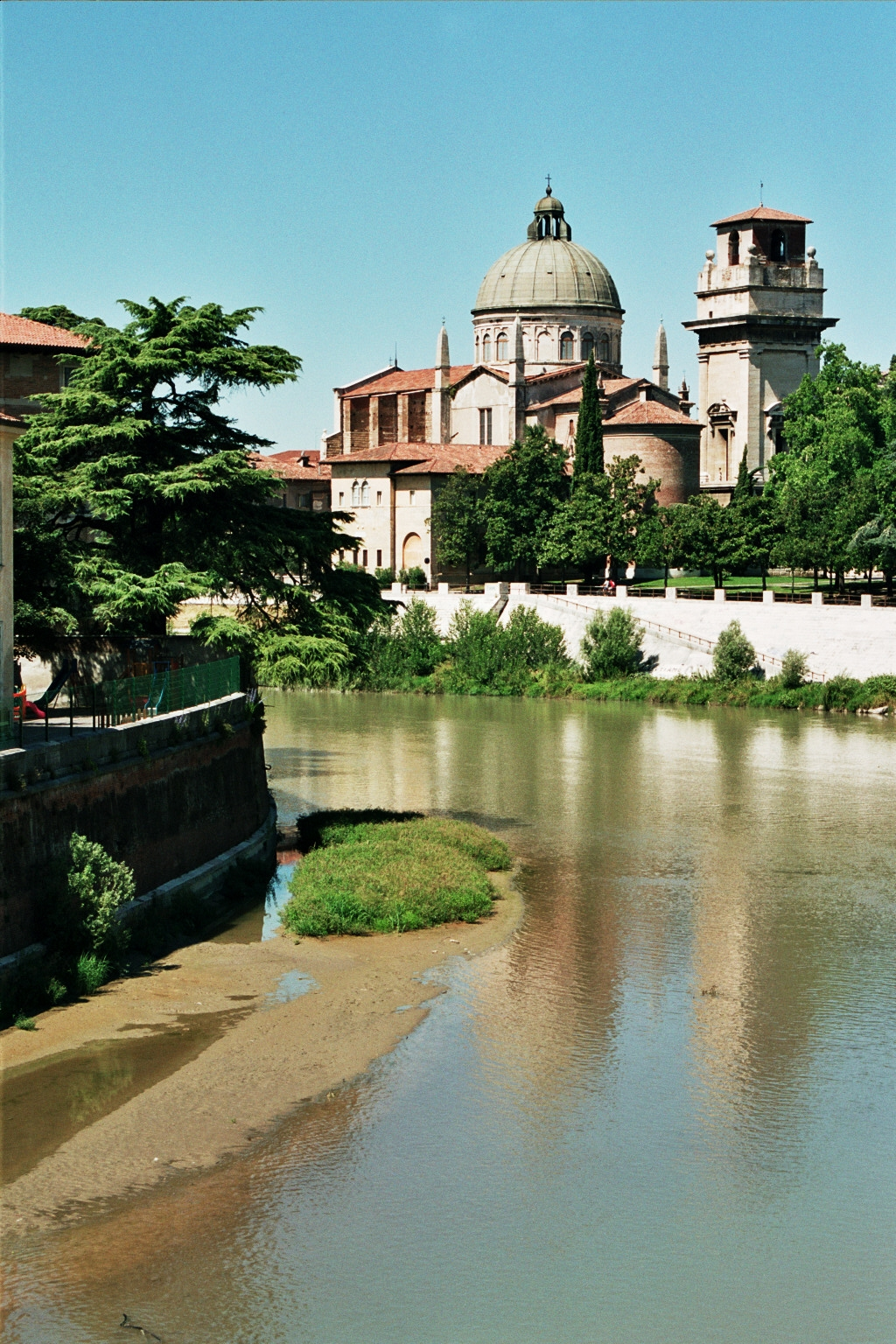
De Adige in de stad Verona

Van de Adige zijn meerdere overstromingen beschreven. De overstroming in de 6e eeuw die Verona trof heeft de naam Watersnood van La Cucca, beschreven door monnik Paulus Diaconus.
In het in 1841 door August Heinrich Hoffmann von Fallersleben geschreven Lied der Deutschen wordt de rivier genoemd: Von der Maas bis an die Memel, von der Etsch bis an den Belt. Hiermee werd gedoeld op het gebied dat bewoond werd door Duitssprekenden, waarvan de Adige de zuidgrens zou zijn. De huidige Italiaanse regio Zuid-Tirol heeft een voor 70% Duitstalige bevolking, zowel ten noorden als ten zuiden van de Adige. Sinds 1922 is het Lied der Deutschen het Duitse volkslied, maar het couplet waarin de Etsch voorkomt werd na 1951 niet meer gezongen en in 1991 afgeschaft.
Bij het sluiten van het Verdrag van Saint-Germain in 1919 werd besloten dat het stroomgebied van de Adige en al zijn zijrivieren Italiaans grondgebied werd.
- Biblioteca Nacional de España: XX5434405
- Bibliothèque nationale de France: cb17157861f (data)
- Gemeinsame Normdatei: 4015629-1
- Library of Congress Control Number: sh85000874
- Nationale Bibliotheek van Tsjechië: ge369126
- Nationale Bibliotheek van Israël: 987007292819905171
- Virtual International Authority File: 233668530
- WorldCat: E39PBJr3yfrBRr7C9M37hbrg8C